# Bruno Ganz
Bruno Ganz (Zúrich, 22 de marzo de 1941-Wädenswil, 16 de febrero de 2019) fue un actor suizo conocido por su interpretación del ángel Damiel en Der Himmel über Berlin (Las alas del deseo o El cielo sobre Berlín, 1987) y de Adolf Hitler en Der Untergang (La caída o El hundimiento, 2004), si bien contaba ya con una importante carrera previa teatral y cinematográfica.
Fue portador del anillo de Iffland, que tradicionalmente lleva quien ha sido considerado mejor actor en lengua alemana del momento.

## Biografía
Hijo de un mecánico suizo y de una italiana, antes de terminar el bachillerato (Matura, en Suiza, la prueba general para el ingreso a la universidad), Ganz ya había decidido convertirse en actor. Asistió a la Hochschule für Musik und Theater de Zúrich.[cita requerida]
Debutó como actor de cine en 1960, a la edad de 19 años, en la película Der Herr mit der schwarzen Melone (El hombre del sombrero negro). Gustav Knuth, uno de los actores principales, se sorprendió de las habilidades interpretativas de Ganz.[cita requerida]
Entre 1964 y 1969 formó parte del elenco del Teatro Goethe en Bremen, trabajando con directores como Luc Bondy, Dieter Dorn, Peter Stein, Klaus Michael Grüber, entre otros. Allí interpretó obras como Hamlet y Macbeth, de William Shakespeare; Peer Gynt, de Henrik Ibsen; Kabale und Liebe, de Friedrich Schiller, y piezas de Johann Wolfgang Goethe, Maxim Gorki, Friedrich Hölderlin, Heinrich von Kleist, Bertolt Brecht, Frank Wedekind, Eurípides y varios otros.[cita requerida]
Fue miembro del grupo teatral del Berliner Schaubühne y en 1972 hizo su debut en el Festival de Salzburgo, dirigido por el director Claus Peymann, en las primeras presentaciones de Der Ignorant und der Wahnsinnige, de Thomas Bernhard.[cita requerida]
En 1976, trabajó en cine en Lumière, dirigida por Jeanne Moreau, y en 1979 en Nosferatu: Phantom der Nacht, dirigida por Werner Herzog.[cita requerida]
En 1978, en una breve aparición en Los niños del Brasil, interpreta al biólogo que explica al cazador de nazis Ezra Lieberman (Laurence Olivier) el proceso de clonación.[cita requerida]
Su colaboración con Wim Wenders comenzó en 1977 con El amigo americano y prosiguió con la internacionalmente galardonada Der Himmel über Berlin, donde interpreta a Damiel, el ángel que desea convertirse en un humano común, y su secuela de 1993 In weiter Ferne, so nah!. Trabajó además con Éric Rohmer, Mauro Bolognini, Francis Ford Coppola, Theo Angelopoulos, Rainer Kaufmann, Stephen Daldry, Volker Schlöndorff, Alain Tanner y otros importantes cineastas.
En 1990 y 1991, dio voz a dos personajes en la adaptación radiofónica en alemán de la novela de Douglas Adams Life, Universe and Everything (Judiciary Pag and Prak), producida por Südwestfunk (actualmente Südwestrundfunk) y por Bayerischer Rundfunk.[cita requerida]
En 1985 participó de la película El río de oro, de Jaime Chávarri de la Mora, donde interpretó a Peter, al lado de Juan Diego Botto y Ángela Molina. Esta fue la segunda coproducción cinematográfica entre Suiza y España.

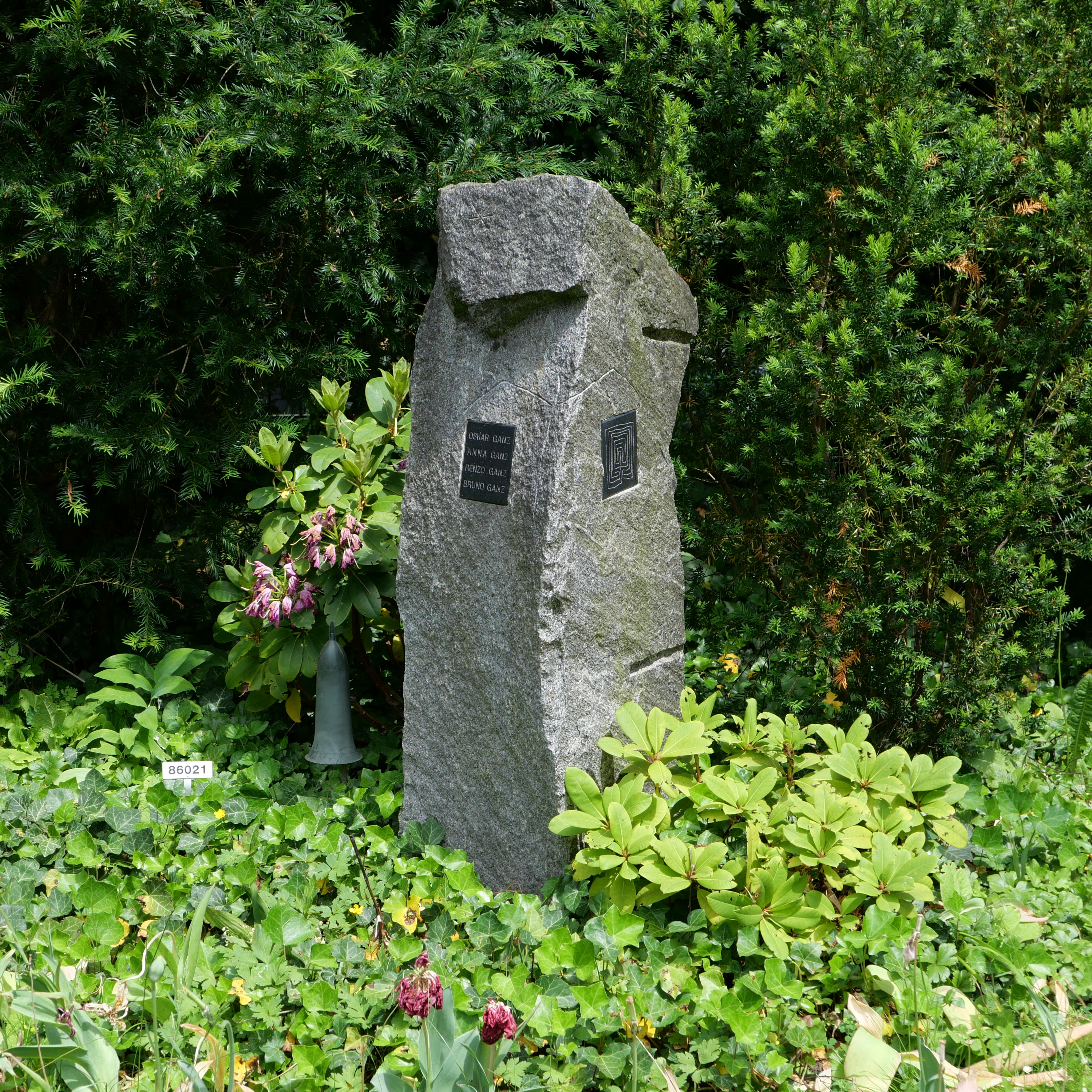
La tumba de Ganz, su hermano Renzo y sus padres, Anna y Oskar en el Cementerio Rehalp, en Zúrich.

En 1986 interpretó Prometeo, de Esquilo, y El misántropo, de Molière, en teatro, y en 2000 interpretó su papel estelar en la producción de 13 horas de Peter Stein Fausto I y II, de Goethe
En 2004 fue el primer actor de lengua alemana en interpretar a Adolf Hitler, en el rol protagónico del filme Der Untergang, del productor Bernd Eichinger. Antes de este filme, las producciones alemanas mostraban a Hitler en escenas muy cortas o de espaldas. Para su memorable encarnación investigó cuatro meses en preparación del rol.
Como relator en obras sinfónico-corales participó en 1991 en el registro de Il canto sospeso, de Luigi Nono, y de Egmont, de Ludwig van Beethoven, con la Orquesta Filarmónica de Berlín, dirigida por Claudio Abbado, en el Schauspielhaus berlinés. Gran amigo del actor, Abbado participó en el documental que Paul Smaczny dirigió sobre su trayectoria como director de orquesta, Claudio Abbado: Hearing the Silence.[cita requerida]
En el 2018, los médicos le diagnosticaron un cáncer intestinal, por lo que comenzó un tratamiento con quimioterapia que le obligó a dejar los escenarios, siendo su último trabajo el de narrador en la ópera de Mozart La flauta mágica durante el Festival de Salzburgo.
Estaba separado de su esposa Sabine, con quien se casó en 1965 y con quien tuvo un hijo, Daniel, en 1972. Vivía en su ciudad natal, Zúrich, en Venecia y en Berlín.[cita requerida]
Falleció el 16 de febrero de 2019 en su residencia de la villa de Au, en la comuna de Wädenswil, cerca de Zúrich.

## Premios
- 1973: Actor del año (Schauspieler des Jahres) otorgado en por la revista alemana Theater heute
- 1996: Iffland-Ring.
- 2000: Schweizer Filmpreis.
- 2000: Premio David di Donatello por Pane e tulipani.
- 2001: Swiss Film Prize por Pane e tulipani.
- 2001: Berliner Filmpreis.
- 2004: Bavarian Film Award, mejor actor por El hundimiento.
- 2004: Premio Bambi por El hundimiento
- 2006: ALFS (Críticos de Londres) por El hundimiento.
- 2006: Kunstpreis de la ciudad de Zürich[12]
- 2006: Österreichische Ehrenzeichen für Wissenschaft und Kunst (Premio de la Ciencia y Arte Austriaco)
- 2008: Die Europa, premio festival de Braunschweig.
- Deutscher Darstellerpreis (Chaplin-Schuh)
- Bundesfilmpreis
- Hans-Reinhart-Ring der Schweizerischen Gesellschaft f. Theaterkultur
- Officier dans l’ordre des arts et des lettres de Francia.

## Filmografía
- 1960: Der Herr mit der schwarzen Melone
- 1961: Chikita
- 1976: Die Wildente, interpreta a Gregors, con Anne Bennent
- 1976: La marquesa de O, con Edith Clever, Otto Sander, Ruth Drexel, y dirección de Éric Rohmer
- 1976: Lumière de Jeanne Moreau
- 1976: Sommergäste, con Edith Clever, Jutta Lampe, dirección de Peter Stein
- 1977: Die Linkshändige Frau, con Edith Clever, Michael Lonsdale, Angela Winkler, Bernhard Wiki, Bernhard Minetti y Gérard Depardieu, con dirección de Peter Handke
- 1977: El amigo americano, dirección de Wim Wenders
- 1978: El jugador de ajedrez, con Gila von Weitershausen, dirección de Wolfgang Petersen
- 1978: Los niños del Brasil, con Gregory Peck, Laurence Olivier y Lilli Palmer
- 1979: Nosferatu: Phantom der Nacht, con Klaus Kinski, Isabelle Adjani y Roland Topor, dirección de Werner Herzog
- 1979: Retour à la bien-aimée, con Isabelle Huppert
- 1980: 5% de risques, interpreta a David, con Jean-Pierre Cassel
- 1980: Der Erfinder, interpreta a Jakob Nüssli
- 1980: La storia vera della signora delle camelie, con Isabelle Huppert y Clio Goldsmith
- 1981: Die Fälschung, con Hanna Schygulla, Gila von Weitershausen, y dirección de Volker Schlöndorff
- 1983: En la ciudad blanca, de Alain Tanner con Teresa Madruga
- 1983: Krieg und Frieden
- 1986: El río de oro, con Ángela Molina y Juan Diego Botto, dirección de Jaime Chávarri
- 1987: Der Himmel über Berlin, dirección de Wim Wenders
- 1989: Strapless, con Blair Brown y Bridget Fonda
- 1991: Erfolg, con Franziska Walser, Peter Simonischek, Mathieu Carrière, Thomas Holtzmann, Jutta Speidel y Gustl Bayrhammer
- 1991: La domenica specialmente, interpreta a Vittorio, con Nicoletta Braschi y Ornella Muti
- 1992: Brandnacht, con Suzanne von Borsody y Dietmar Schönherr
- 1993: ¡Tan lejos, tan cerca!, dirección de Wim Wenders
- 1994: L'Absence, dirección de Peter Handke
- 1997: Saint-Ex, como el escritor y aviador Antoine de Saint-Exupéry
- 1998: La eternidad y un día, dirección de Theo Angelopoulos
- 2000: Pan y tulipanes, de Silvio Soldini
- 2001: Johann Wolfgang von Goethe: Faust I y Johann Wolfgang von Goethe: Faust II, películas para televisión
- 2002: Epsteins Nacht, con Mario Adorf y Otto Tausig
- 2002: Behind Me - Bruno Ganz, documental
- 2003: Lutero, con Joseph Fiennes, Alfred Molina, Peter Ustinov, Uwe Ochsenknecht y Mathieu Carrière
- 2004: Der Untergang, con Alexandra Maria Lara, Heino Ferch, Rolf Kanies, Ulrich Matthes, Corinna Harfouch, Birgit Minichmayr y Juliane Köhler
- 2004: The Manchurian Candidate, interpretando a Richard Delp
- 2005: Have No Fear: The Life of Pope John Paul II, como el cardenal Stefan Wyszyński
- 2006: Vitus, como el abuelo
- 2006: Youth Without Youth, como profesor Roman Stanciulescu, con Tim Roth y Alexandra Maria Lara, dirección de Francis Coppola
- 2006: Baruto no gakuen (バルトの楽園), película japonesa basada en hechos reales sobre el campo de prisioneros de guerra alemanes de Bandō, durante la Primera Guerra Mundial
- 2007: The Dust of Time
- 2008: Der Baader Meinhof Komplex
- 2008: Ein Starker Abgang
- 2008: The Reader
- 2010: Das Ende ist mein Anfang
- 2011: Unknown
- 2013: Michael Kohlhaas
- 2013: The Counselor
- 2013: Night Train to Lisbon
- 2014: Kraftidioten
- 2015: Heidi
- 2017: The Party
- 2017: In Zeiten des abnehmenden Lichts (En tiempos de luz menguante)
- 2018: La casa de Jack
- 2018: Der Tabakverkäufer
- 2019: Winter Journey